# ماکسیمیلیان نیرن‌اشتاین
ماکسیمیلیان نیرن‌اشتاین (انگلیسی: Maximilian Nierenstein؛ ۱۸۷۷ – ۱۹۴۶) بیوشیمیدان اهل آلمان بود. واکنش نیرن‌اشتاین در شیمی آلی به افتخار وی نامگذاری شده است.